# Anna Omarova
Anna Omarova, född den 3 oktober 1981, är en rysk före detta kulstötare som deltagit i såväl OS som VM och EM. 

## Höjdpunkter i karriären
- Inomhus-EM 2007: 6:a
- VM 2007: 9:a
- Inomhus-VM 2008: 8:a
- Olympiska sommarspelen 2008: 6:a[2]